# Oxytropis rhynchophysa
Oxytropis rhynchophysa är en ärtväxtart som beskrevs av Alexander Gustav von Schrenk. Oxytropis rhynchophysa ingår i släktet klovedlar, och familjen ärtväxter. Inga underarter finns listade i Catalogue of Life.